# 伊沃·法布里斯
伊沃·法布里斯（1910年3月12日—？），南斯拉夫男子赛艇运动员。他曾代表南斯拉夫参加欧洲赛艇锦标赛，获得一枚金牌和一枚铜牌。他也曾参加1936年夏季奥林匹克运动会。